# 貞和王后
貞和王后康氏（정화왕후  강씨，?—?），名康辰義（진의），信州人，是高丽王朝太祖王建的曾祖母。高麗建立後，王建追封曾祖母谥号貞和王后。
金寬毅《編年通錄》说，貞和王后是康宝育的女儿，遇到了微服出巡的唐肃宗（閔漬《編年綱目》说是唐宣宗），唐肃宗曾隐姓至松岳郡，投宿康宝育家，自称为大唐贵姓。宝育“认是中华贵人”，令其女辰义“荐枕，留期月，觉有娠”，貞和王后为唐皇帝生下作帝建，作帝建就是高丽太祖的祖父。

## 家族
- 父：康宝育
- 夫：高麗國祖
- 子：高麗懿祖作帝建
- 孙子：高丽世祖龍建
  - 曾孙：高丽太祖王建